# 美国参与的政权更迭秘密行动

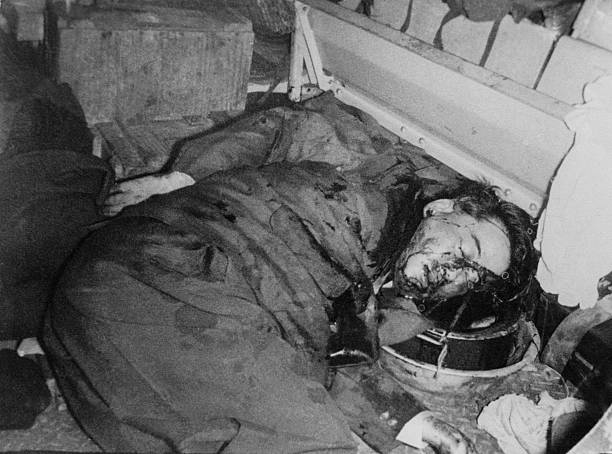
南越总统吴廷琰在政变中被推翻、枪杀

美国政府曾经参与和协助实施过不使用其公开的军事力量而推翻外国政府 (近来被称为 “政权更替” ) 的行动。 通常，这类行动是交由中央情报局完成的。
政权更替的实施方式包括美国特工的直接介入，对他国反叛组织提供资金与培训、反政权宣传活动、政变，以及其他通常由CIA实施的任务。美国还曾通过直接军事行动完成过政权更替，例如在1989年美国入侵巴拿马之后，以及2003年由美国领导的针对伊拉克的军事入侵。
一些人称，不透明的、秘密运作的美国政府部门有时会误导选举产生的文职领导人，或不完整地实施其决策，而这正是许多类似行动的重要组成部分(参见合理推诿)。 一些人认为美国支持过更多的针对民主政权的政变，因为这些政权被美国视为共产主义的，或正在走向共产主义。
美国还对各国的反对团体提供了隐蔽的支持，尽管其并非怀有试图推翻该国政府的目的。比如，中央情报局曾在意大利和智利等国资助过反共政党；它还在阿尔及尔协议签署前的第二次库尔德–伊拉克战争 (Second Kurdish–Iraqi War) 中为反对伊拉克复兴党政府的库尔德反政府武装提供过武器支持。

## 1963年美国对南越的颠覆活动
中央情報局于1963年針對越南共和國總統吳廷琰發動了政變。南越佛教徒危機爆發後，美國國務院向美國駐南越大使小亨利·卡波特·洛奇拍發了243号电报，要求驅逐吳廷琰的胞弟吳廷瑈，並稱美不會阻止政變，美國就此不再信任吳廷琰政府。11月1日，以楊文明為首的南越陸軍軍官發動了政變，吳廷琰和吳廷瑈逃離總統府，次日在圣方济各天主堂被捕，並在一輛裝甲車中被阮文戎等人殺死。吳廷琰其後被葬在一個無名墓穴中。胡志明據報在得知吳廷琰的死訊後表示：“我不相信美國人會如此愚蠢。”

## 秘密活动
中央情报局曾在冷战期间涉及过多起暗杀、绑架、爆炸、推翻外國政權等活动：
- 1948年，在意大利策劃資助天主教民主黨擊敗意大利共產黨，使其執政意大利。
- 1949年，盜竊蘇聯米格-15型噴氣式戰鬥機的設計圖和飛行記錄。
- 1953年，實施阿賈克斯行動推翻伊朗总理穆罕默德·摩萨台[5]。
- 1954年，策动阿马斯推翻危地马拉总统哈科沃·阿本斯。
- 1956年，竊取並公佈赫魯雪夫在蘇共二十大上的秘密報告，引起東歐各國的騷亂。
- 1961年，策动猪湾事件意圖推翻古巴共產黨政府未遂。其後幾十年一直策劃暗殺古巴革命领导人菲德爾·卡斯特罗。[6]
- 1962年，南非政府在美國中央情報局的幫助之下將曼德拉逮捕入獄。
- 冷戰期間，參與組織和煽動在印尼、越南、老撾等國的秘密軍事行動；在非洲建立多個組織和策劃50多次政變。
- 1965年，在印度尼西亞進行了一項名為“哈布林克”的行動。中情局間諜潛入了一個載有S-75防空導彈的倉庫中，從一顆導彈上卸下了導向系統，並偷運出來。
- 越战期间，實施鳳凰計劃逮捕或暗杀越共地下成员。
- 1970年，將對共產主義持默許態度的智利陸軍總司令官勒内·施奈德綁架並殺害。
- 1973年，指示新任的智利陸軍總司令官皮諾切特推翻並擊斃民選的智利总统阿连德，成立右翼軍事獨裁政权。